# 马明 (1957年)
马明（1957年10月—），男，汉族，辽宁辽中人，中华人民共和国政治人物。吉林大学经济管理学院经济学硕士，研究员、副总警监。

## 经历

### 仕途
1975年7月参加工作，任吉林省德惠县米沙子公社知青。1978年8月进入吉林财贸学院财政金融系财政专业学习，此后一直在财经系统任职。1982年8月进入吉林省财政科学研究所，历任科员、第一研究室、第二研究室副主任、第二研究室主任、副所长。1984年6月加入中国共产党。1990年8月，任吉林省财政厅办公室主任。1994年6月，任吉林省长岭县委副书记。1995年8月，任吉林省国有资产管理局副局长。1996年8月，任吉林省财政厅副厅长。1998年5月，任吉林省对外贸易经济合作厅副厅长。2000年5月，任松原市副市长（其间：1998年10月至2001年7月于吉林大学经济管理学院世界经济专业研究生课程进修班在职学习，获经济学硕士学位），2002年3月任中共松原市委常委。2003年12月，任吉林省财政厅副厅长（正厅长级）。2006年1月，任吉林省商务厅厅长、党组书记，中国国际贸易促进委员会吉林省分会副会长（常务），研究员。2008年1月，任辽源市委书记。2011年5月起转入政法系统任职，任中共吉林省委政法委副书记、吉林省公安厅厅长。2012年1月，升任吉林省人民政府副省长。
2012年6月，调任内蒙古自治区人民政府副主席、自治区政府党组成员，内蒙古自治区公安厅党委书记、厅长、督察长，中共内蒙古自治区党委政法委员会副书记。2018年1月，任内蒙古自治区政协副主席。

### 落马
2019年12月1日，因涉嫌严重违纪违法，接受中央纪委国家监委纪律审查和监察调查。
2020年11月16日，中央纪委国家监委网站发布消息，马明严重违反党的组织纪律、廉洁纪律和工作纪律，构成严重职务违法并涉嫌受贿犯罪，给予其开除党籍、开除公职处分；终止其内蒙古自治区第十次党代会代表资格；收缴其违纪违法所得；将其涉嫌犯罪问题移送检察机关依法审查起诉，所涉财物随案移送。
2021年5月27日，山东省淄博市中级人民法院一审公开开庭审理马明受贿一案。山东省淄博市人民检察院起诉指控：2000年至2019年，被告人马明利用职务上的便利，或者利用其职权、地位形成的便利条件，为他人提供帮助，非法收受他人所送财物，共计折合人民币1.5785亿余元。马明当庭表示认罪悔罪。
2022年2月17日上午，淄博市中级人民法院公开宣判，以受贿罪判处马明无期徒刑，剥夺政治权利终身，并处没收个人全部财产；对扣押、查封、冻结在案的受贿所得财物及其孳息予以追缴，上缴国库。判决书提到，马明受贿金额特别巨大，但到案后主动交代了办案机关尚未掌握的受贿1.5071亿余元的事实，占受贿金额的95%以上，且贿款均以追缴，依法可以从轻、减轻处罚。